# Hülzweiler
Hülzweiler (en Sarrois Helzweller) est un ortsteil de Schwalbach en Sarre.

## Géographie

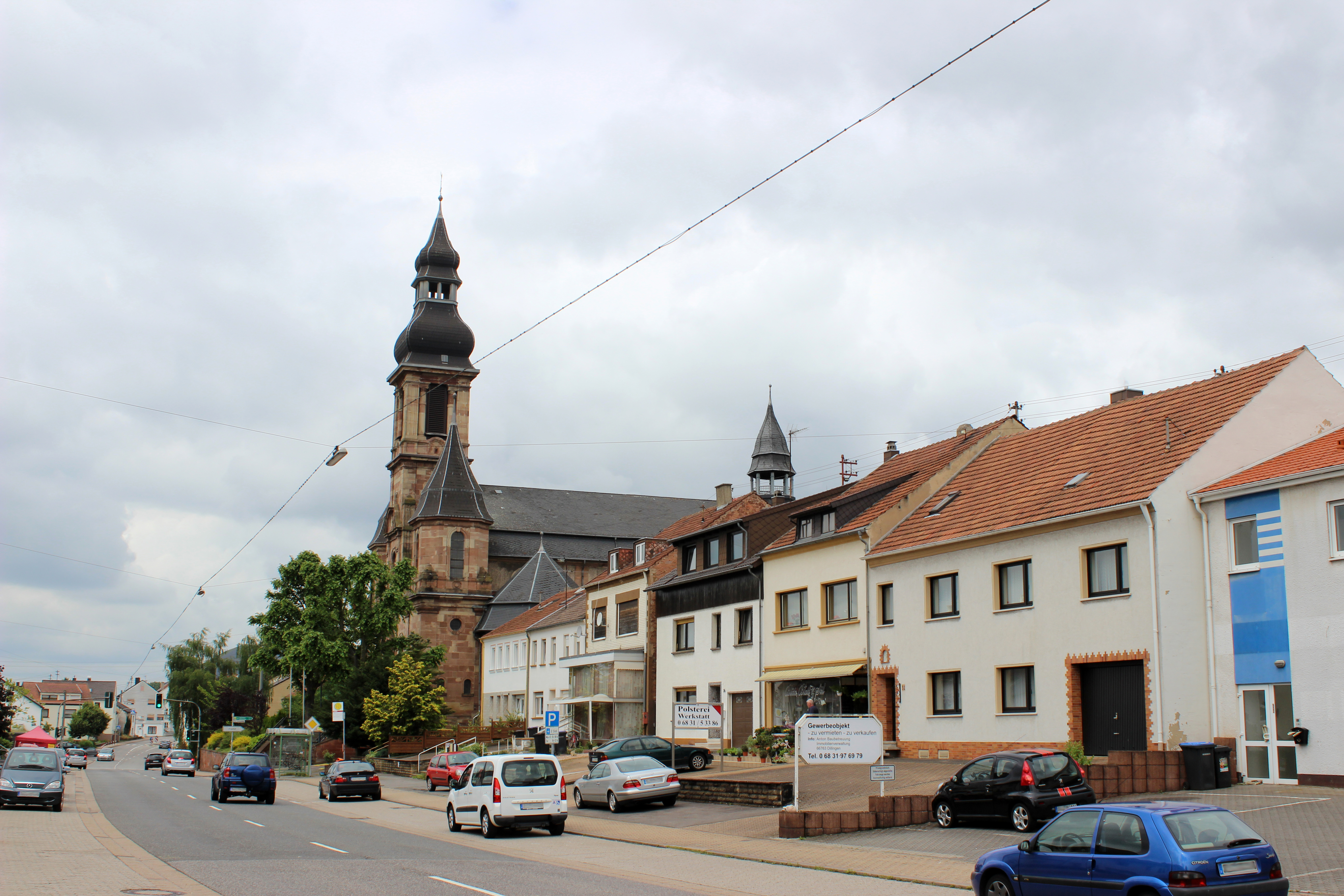
Laurentiusstraße.

## Histoire
Ancienne commune indépendante avant le 1er janvier 1974.

## Lieux et monuments

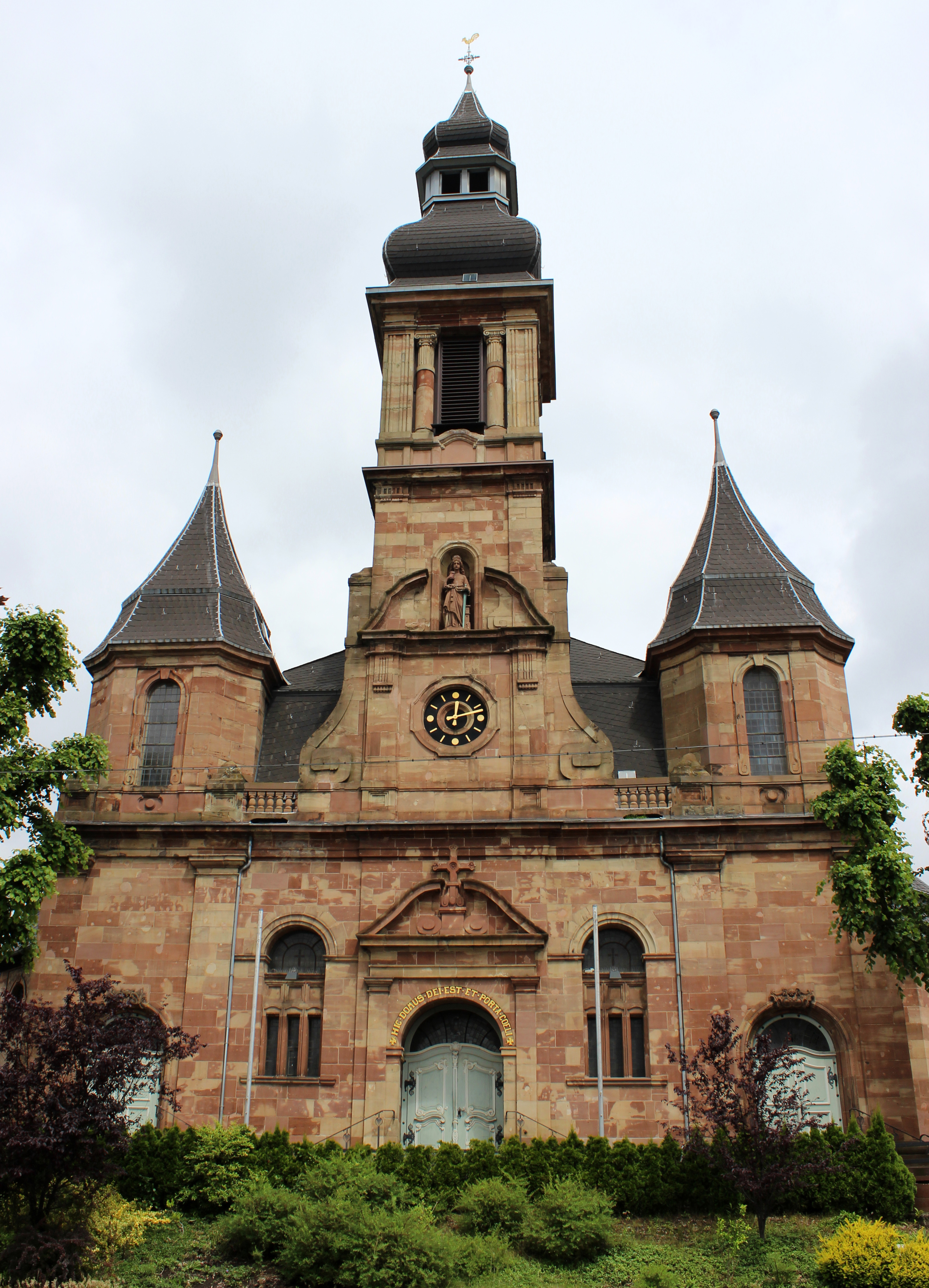
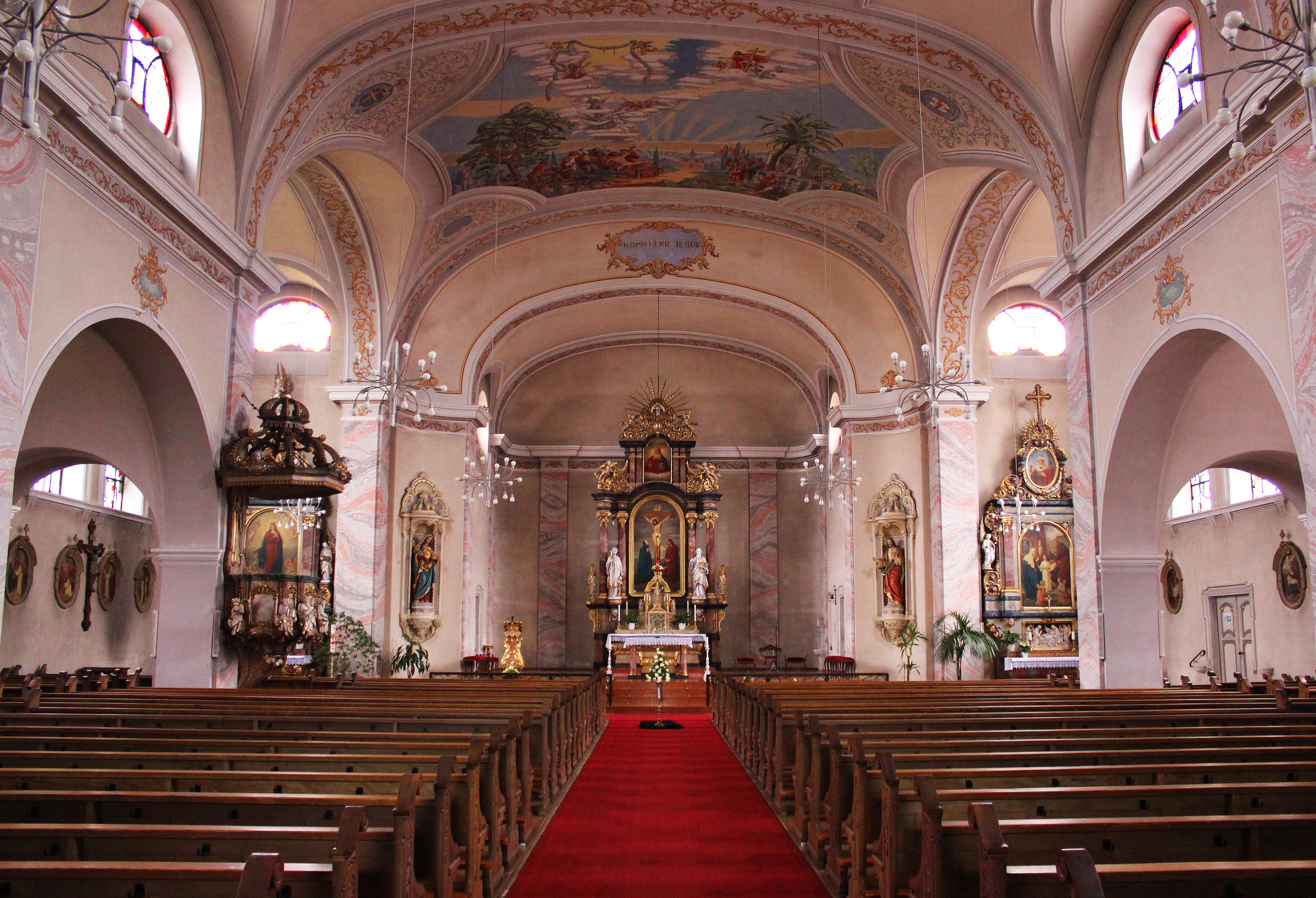

## Démographie
| 1925  | 1935  | 1939  | 1961  | 1970  | 2014  |
| ----- | ----- | ----- | ----- | ----- | ----- |
| 3 371 | 3 716 | 3 730 | 5 229 | 5 636 | 4 917 |